# Unbreakable Kimmy Schmidt
Unbreakable Kimmy Schmidt es una sitcom creada por Tina Fey y Robert Carlock, protagonizada por Ellie Kemper, que se ha transmitido en Netflix desde el 6 de marzo de 2015. Originalmente creada como una primera temporada de 13 episodios para ser emitidos en NBC durante la primavera de 2015, el programa fue luego vendido a Netflix, que ordenó la realización de dos temporadas.
La serie muestra a Kimmy Schmidt (Kemper) de 29 años, en su adaptación a la vida en la ciudad de Nueva York después de su rescate desde una secta del juicio final en su natal Indiana, donde ella y otras tres mujeres fueron retenidas por el reverendo Richard Wayne Gary Wayne (Jon Hamm) durante 15 años. Decidida a ser vista como algo diferente de una víctima, y armada solo con una actitud positiva, Kimmy decide reanudar su vida mudándose a Nueva York, donde rápidamente se hace amiga de su arrendadora Lillian Kaushtupper (Carol Kane), encuentra un compañero de cuarto en el actor Titus Andromedon (Tituss Burgess), y gana un trabajo como niñera para la socialité melancólica y fuera de contacto Jacqueline Voorhees (Jane Krakowski).
Desde su estreno, el programa ha recibido aclamación de la crítica, y Scott Meslow la ha llamado «la primera gran sitcom de la era del streaming». Desde el 14 de julio de 2016, la serie ha sido nominada a once Primetime Emmy Awards, incluyendo dos nominaciones para Outstanding Comedy Series.
El 13 de junio de 2017, se informó que la serie había sido renovada por una cuarta y última temporada, dividida en dos partes. Los 6 episodios iniciales se estrenaron en mayo de 2018 y los restantes en enero de 2019. En mayo de 2019 se anunció que Unbreakable Kimmy Schmidt volvería con un película interactiva.

## Argumento
Kimmy Schmidt estaba en octavo grado cuando fue secuestrada por el reverendo Richard Wayne Gary Wayne. Mantuvo cautivas a Kimmy y a otras tres mujeres durante 15 años en un búnker subterráneo y las convenció de que un apocalipsis nuclear las había dejado como las únicas supervivientes de la humanidad.
En la primera temporada, las chicas son rescatadas y aparecen en el Today Show de la ciudad de Nueva York. Después del programa, Kimmy decide que no quiere regresar a Indiana ni ser vista como una víctima, por lo que comienza una nueva vida en la ciudad de Nueva York. Deambulando por la ciudad, se encuentra con la casera Lillian Kaushtupper, quien le ofrece a Kimmy la oportunidad de compartir habitación con Titus Andromedon en su apartamento de la planta baja. Sin embargo, para conseguir el apartamento, Kimmy tiene que encontrar un trabajo. Cuando intenta conseguir trabajo en una tienda de dulces cercana, ve a un chico robando dulces. Ella lo persigue hasta su casa y se encuentra con su madre, Jacqueline Voorhees, una esposa trofeo de Manhattan, que la confunde con una niñera y a quien Kimmy confunde con alguien atrapada en una secta. Jacqueline contrata a Kimmy como niñera para su hijo. A medida que continúa la temporada 1, Kimmy se enamora de Dong, un vietnamita de su clase de GED ; va a la corte para testificar contra el reverendo y descubre cómo ha cambiado el mundo en los 15 años que estuvo cautiva.
En la segunda temporada, Kimmy está harta de trabajar para Jacqueline y consigue un trabajo en una tienda navideña abierta todo el año y luego como conductora de Uber. Intenta olvidar a Dong, quien contrae matrimonio con tarjeta de residencia con un estudiante de GED y finalmente es deportado. Mientras Kimmy intenta seguir adelante, también lo hacen Titus y Jacqueline, quienes encuentran novios. Titus comienza a salir con el trabajador de la construcción Mikey Politano y Jacqueline comienza a salir con el abogado Russ Snyder. Jacqueline también regresa a su herencia nativa americana y decide acabar con los Washington Redskins, que resulta que son propiedad del padre de su novio. Kimmy se reúne con Gretchen y Cyndee para salvarlas de unirse a otra secta y casarse en televisión, respectivamente. Cuando termina la temporada 2, Titus se marcha para ser artista en un crucero y Lillian protesta por la invasión de hipsters en su vecindario, mientras Kimmy hace las paces con su madre tras los consejos de su terapeuta antes de recibir una llamada telefónica del reverendo en prisión, diciéndole que necesitan divorciarse.
En la tercera temporada, Kimmy continúa con el divorcio del reverendo, pero tiene un problema cuando se entera de que una fan devota quiere casarse con él. Después de obtener su GED, Kimmy decide ir a la universidad. Obtiene una beca de remo en la Universidad de Columbia , donde es popular pero fracasa académicamente. Ella entabla amistad con Perry, un estudiante transferido de filosofía y religión que, como Kimmy, no encaja con los estudiantes ricos y elitistas de la Ivy League. Titus regresa de su paso por el crucero guardando un secreto y, decidido a volver a casa con Mikey con dinero y un trabajo, hace una audición para Barrio Sésamo. Sin embargo, después de que el tío que estaba audicionando, Titus le pide que realice actos sexuales con un títere, Titus se va y corre a casa con Mikey. Sin embargo, Titus ve a Mikey salir con otro tipo y rompe con él. Lillian es elegida concejal de la ciudad e intenta bloquear la construcción de una cadena de supermercados por temor a que aburguese el barrio. Posteriormente inicia una relación con el dueño de la cadena. Mientras tanto, Jacqueline y Russ ejecutan su plan para obligar a su familia a cambiar el nombre de los Redskins y Titus triunfa con el sencillo "Boobs in California". Al final de la tercera temporada, Titus promete recuperar a Mikey de su nuevo novio, Jacqueline encuentra una profesión y Kimmy consigue un trabajo en una nueva empresa tecnológica.
En la cuarta y última temporada, Kimmy trabaja en Giztoob, la empresa de tecnología fundada por un excompañero de clase en Columbia, y Jacqueline representa a Titus como su agente. Después de actuar en una actuación contra el acoso escolar para una escuela secundaria, Titus consigue un trabajo como director de la obra escolar y, en un intento por impresionar a Mikey, finge escribir y protagonizar un programa de televisión de superhéroes llamado The Capist , protagonizado por Greg Kinnear. Mientras tanto, Artie, el novio de Lillian, muere y ella queda a cargo del fideicomiso de su hija. Kimmy se reencuentra con Donna Maria, que ahora es una exitosa empresaria. Indignada e inspirada por los activistas por los derechos de los humanos, Kimmy escribe un libro para que anima a las personas a ser amables; Al final de la cuarta temporada, Kimmy ha tenido éxito como autora. La cuarta temporada presenta dos episodios que se desvían de la trama principal. En el primero, un episodio de falso documental independiente, el antiguo juguete de Jacqueline , Doug, también conocido como DJ Fingablast, crea un documental sobre crímenes reales llamado Party Monster: Scratching the Surface, que simpatiza con el reverendo y pinta negativamente a Kimmy y las otras tías topo. El segundo episodio, "Sliding Van Doors", presenta un universo alternativo en el que Kimmy nunca es secuestrada, Titus no hace una audición para El Rey León en 1998, Jacqueline no se casa con Julian Voorhees y Lillian dirige una pandilla callejera latina. La serie concluye con cada uno de los cuatro personajes principales encontrando éxito y propósito en nuevas empresas.

## Reparto
| Actor/Actriz     | Personaje                                           | Temporadas        | Temporadas               | Temporadas               | Temporadas        |
| Actor/Actriz     | Personaje                                           | 1                 | 2                        | 3                        | 4                 |
| ---------------- | --------------------------------------------------- | ----------------- | ------------------------ | ------------------------ | ----------------- |
| Ellie Kemper     | Kimberly "Kimmy" Schmidt                            | Principal         | Principal                | Principal                | Principal         |
| Tituss Burgess   | Titus Andromedon                                    | Principal         | Principal                | Principal                | Principal         |
| Carol Kane       | Lillian Kaushtupper                                 | Principal         | Principal                | Principal                | Principal         |
| Jane Krakowski   | Jacqueline Voorhees                                 | Principal         | Principal                | Principal                | Principal         |
| Dylan Gelula     | Xanthippe Lannister Voorhees                        | Recurrente        | Invitada                 | Recurrente               | Recurrente        |
| Amy Sedaris      | Mimi Kanassis                                       | Recurrente        | Recurrente               | Invitada                 | Recurrente        |
| Sara Chase       | Cyndee Pokorny                                      | Recurrente        | Recurrente               | Recurrente               | Recurrente        |
| Lauren Adams     | Gretchen Chalker                                    | Recurrente        | Recurrente               | Recurrente               | Recurrente        |
| Sol Miranda      | Donna María Nuñez                                   | Recurrente        | Recurrente               | Recurrente               | Recurrente        |
| Mike Britt       | Walter Bankston                                     | Invitado          | Solo aparece en la intro | Solo aparece en la intro | Invitado          |
| Tanner Flood     | Buckley Voorhees                                    | Recurrente        | Recurrente               | Recurrente               | Recurrente        |
| Andy Ridings     | Charles                                             | Recurrente        |                          |                          |                   |
| Adam Campbell    | Logan Beekman                                       | Recurrente        |                          |                          |                   |
| Ki Hong Lee      | Dong Nguyen                                         | Recurrente        | Recurrente               |                          |                   |
| Nick Kroll       | Tristafé                                            | Invitado          |                          |                          |                   |
| Tim Blake Nelson | Randy                                               | Invitado          |                          |                          |                   |
| Jon Hamm         | Reverendo Richard Wayne Gary Wayne                  | Actuación Estelar | Actuación Estelar        | Actuación Estelar        | Actuación Estelar |
| Tina Fey         | Abog. Marcia (temp. 1) Dra. Andrea Bayden (temp. 2) |                   | Recurrente               | Invitada                 |                   |
| Sheri Foster     | Fern                                                | Recurrente        | Recurrente               | Recurrente               | Recurrente        |
| Gil Birmingham   | Virgil                                              | Recurrente        | Recurrente               | Recurrente               | Recurrente        |
| Peter Riegert    | Artie Goodman                                       |                   |                          | Recurrente               | Invitado          |
| David Cross      | Russ Snyder                                         |                   | Recurrente               | Invitado                 |                   |
| Billy Magnussen  | Russ Snyder                                         |                   |                          | Invitado                 |                   |

### Estrellas invitadas
- John McMartin como Grant, un amigo de los Voorhees y veterano de guerra. ("Kimmy Goes on a Date!")
- Martin Short como el Dr. Grant (pronounced "Franff"), el cirujano plástico de Jacqueline. ("Kimmy Goes to the Doctor!").
- Mark Harelik como Julian Voorhees, el marido adultero de Jacqueline. ("Kimmy Goes to a Party!")
- Kiernan Shipka como Kymmi, la hermanastra de Kimmy. ("Kimmy Has a Birthday!")
- Christine Ebersole como Helene, la madre biológica de Xanthippe. ("Kimmy's in a Love Triangle!")
- Dean Norris como M. Le Loup, un entrenador que ayuda a Titus a pasar por heterosexual. ("Kimmy's in a Love Triangle!")
- Kenan Thompson como Roland, el marido fallecido de Lillian. ("Kimmy Drives a Car!")
- Joshua Jackson como Purvis. ("Kimmy Goes to a Hotel!")
- Jeff Goldblum como David Kolin|Dr. Dave, un presentador de talk-show. ("Kimmy Meets a Celebrity!")
- Ice-T como él mismo. ("Kimmy Sees a Sunset!")
- Judy Gold como Judy.("Kimmy Sees a Sunset!")
- Josh Charles como Duke. ("Kimmy Finds Her Mom!")
- Lisa Kudrow como Lori-Ann Schmidt, la madre de Kimmy. ("Kimmy Finds Her Mom!")
- Laura Dern como Wendy Herbert, una mujer que quiere casarse con el Reverendo. ("Kimmy Can't Help You!")
- Adrienne C. Moore como Black Cindy de Orange Is the New Black, a la que Gretchen conoce cuando la envían a prisión. ("Kimmy Steps on a Crack!")
- Maya Rudolph como Dionne Warwick. ("Kimmy Does a Puzzle!")

## Episodios
| Temporada | Temporada | Episodios | Episodios           | Lanzamiento original | Lanzamiento original |
| --------- | --------- | --------- | ------------------- | -------------------- | -------------------- |
|           | 1         | 13        | 13                  | 6 de marzo de 2015   | 6 de marzo de 2015   |
|           | 2         | 13        | 13                  | 15 de abril de 2016  | 15 de abril de 2016  |
|           | 3         | 13        | 13                  | 19 de mayo de 2017   | 19 de mayo de 2017   |
|           | 4         | 12        | 6                   | 30 de mayo de 2018   | 30 de mayo de 2018   |
| 6         | 4         | 12        | 25 de enero de 2019 | 25 de enero de 2019  |                      |
|           | Especial  | Especial  | Especial            | 12 de mayo de 2020   | 12 de mayo de 2020   |